# Ole Svendsen
Ole Peter Hendrik Svendsen (* 13. Januar 1907 in Kangersuatsiaq; † unbekannt) war ein grönländischer Landesrat.

## Leben
Ole Svendsen war der Sohn des Jägers Jacob Georg Nielsen Tue Svendsen (1874–1928) und seiner Frau Tabithe Ingrid Lydie Birthe Christiansen (1885–?). Er war ein Neffe des Landesrats Jan Svendsen (1861–1928). Am 9. Oktober 1932 heiratete er in Kangersuatsiaq Lea Marie Amalie Sofie Emmanuelsen (1914–?), Tochter von Knud Martin Timotheus Emmanuelsen (1890–?) und Anine Johanne Nielsen (1891–?). Ole Svendsen war ein angesehener Jäger in Kangersuatsiaq, der zeitweise auch im Rat der Gemeinde Upernavik saß. 1959 wurde er in Grønlands Landsråd gewählt, wo er für eine Legislaturperiode bis 1963 blieb. 1963 wurde er von Rasmus Kleemann vertreten.